# Chaetodon paucifasciatus
Chaetodon paucifasciatus е вид бодлоперка от семейство Chaetodontidae. Видът не е застрашен от изчезване.

## Разпространение и местообитание
Разпространен е в Джибути, Египет, Еритрея, Йемен, Израел, Йордания, Саудитска Арабия и Судан.
Обитава океани, морета, заливи и рифове. Среща се на дълбочина от 4 до 65 m.

## Описание
На дължина достигат до 14 cm.
Популацията на вида е стабилна.